# César Despretz
 (juillet 2017).
Si vous disposez d'ouvrages ou d'articles de référence ou si vous connaissez des sites web de qualité traitant du thème abordé ici, merci de compléter l'article en donnant les références utiles à sa vérifiabilité et en les liant à la section « Notes et références ».
Pour les articles homonymes, voir Despretz.
César-Mansuète Despretz (Lessines, 4 mai 1791 - Paris, 15 mars 1863) est un chimiste et physicien d'origine belge, naturalisé français en 1838.

## Biographie
Après avoir été maître d'études au lycée de Bruges, il se rend à Paris pour étudier la physique et la chimie. Il s'y fait remarquer dans les laboratoires par « une intelligence très vive, une extrême mémoire et une maladresse manuelle qui devint proverbiale parmi ses compagnons d'études ». Après les démissions de Jean-Jacques Colin et Pierre Jean Robiquet, il devient en 1818 répétiteur de chimie à l'École royale polytechnique auprès de Louis Joseph Gay-Lussac ; Théophile-Jules Pelouze lui succédera. En 1824, il est nommé professeur adjoint de physique, puis titulaire, au collège royal Henri-IV. Il est brièvement professeur de physique à l'École polytechnique entre 1831 et 1832. Cette même année, il obtient le doctorat ès sciences physiques (Thèse de physique sur le maximum de la densité de l'eau. Thèse de chimie sur quelques points de l'histoire de l'azote) et en 1837, il devient professeur adjoint de physique à la Faculté des sciences de Paris, puis professeur titulaire (1847). Il est remplacé par Pierre Henri Blanchet au collège royal Henri-IV. Ses cours à la faculté réunissaient un auditoire important, ils étaient illustrés de nombreuses expériences de physique utilisant de grands moyens tels que d'énormes piles ou des diapasons géants. En 1841, il est élu membre de l'Académie des sciences (division de physique générale), dont il est président en 1858. Despretz fut membre des jurys du baccalauréat et du doctorat de Léon Foucault. Il a publié des Traités de physique et de chimie et attaché son nom à la cristallisation du charbon. Il est l'auteur de nombreuses expériences portant en particulier sur la conductibilité thermique des solides et des liquides. Il est fait membre étranger de la Royal Society en 1862.

## Travaux
César Despretz a réalisé, sous l'influence de Gay-Lussac, des recherches dans le domaine de la thermodynamique, notamment la chaleur latente et l'élasticité des vapeurs (1818), la chaleur animale (1822, mémoire couronné par l'Académie des sciences), la conductibilité calorifique des métaux (1821), la compression des liquides (1823) et des gaz (1827), la conductibilité thermique de l'eau et le maximum de densité des solutions aqueuses (1839), etc.
En 1822, César Despretz découvre par hasard l'ypérite ou sulfure d'éthylène dichloré (gaz moutarde) qui fut utilisé pour la première fois par l'artillerie allemande dans la nuit du 12 au 13 juillet 1917, près d'Ypres (d'où son nom). Il s'intéressa ensuite aux cellules et aux arcs électriques, il invente le premier four électrique avec lequel il réalisa la fusion des corps réfractaires par action combinée du Soleil, de l'électricité et du chalumeau. Il est le premier à étudier la transformation du carbone en diamant (1853) à l'aide de la décharge de la bobine de Ruhmkorff.